# Mosteiro de Spituk
O Mosteiro de Spituk, Gompa de Spituk, de Spitok ou de Pethup  é um mosteiro budista tibetano (gompa) do Ladaque, noroeste da Índia.  Situa-se 8 km a sudoeste do centro de Lé, sobre a extremidade sudoeste do aeroporto da cidade. Pertence à seita Gelug ("Chapéus Amarelos") e dele dependem outros três mosteiros: Stok, Sankar e Sabu.
Os lamas superiores (ou abades) do mosteiro são considerados emanações (reeincarnações) sucessivas de  Kushok Bakula Rinpoche, que por sua vez é uma emanação de  do Buda Amitaba, que tem a sua residência no Mosteiro de Sankar e é o líder da seita Gelug no Ladaque. O 19.º Kushok Bakula Rinpoche (m. 2003) foi uma figura destacada da política do Ladaque, que foi eleito deputado ao parlamento indiano em 1949 e ministro do governo estadual de Jamu e Caxemira entre 1953 e 1967.
No mosteiro é realizado todos os anos o Festival de Gustor (ou Gurstor), conhecido como "Festival de Spituk do Sacrifício do 29.º Dia", que decorre a meio do inverno,  entre o 27.º e 29.º dia do 11.º mês do calendário tibetano. No segundo e terceiro dia do festival, todos os lamas de Stok, Sankar e Sabu acorrem a Spituk. Um ponto alto das celebrações desse festival é o espetáculo chams (danças de máscaras sagradas), que termina com a destruição sacrificial de um bolo. Num dos dias do festival, é posta a descoberto a face da estátua de Cali existente no mosteiro, que permanece todo o ano coberta.
Além de várias estátuas de Budas e divindades budistas, algumas de grandes dimensões, o mosteiro alberga uma rica coleção de thangkas, máscaras, armas antigas e outros objetos históricos. Algumas das thangkas foram trazidas do Palácio de Potala de Lassa, a capital do Tibete, depois da Invasão chinesa do Tibete em 1950|invasão desse país pela China]] em 1950.

## Etimologia e história
O nome Spituk significa "exemplar" e pode ter derivado de uma menção do lotsawa (tradutor medieval de textos budistas para tibetano) Rinchen Zangpo acerca do mosteiro, na qual ele diz que uma comunidade religiosa exemplar iria ali desenvolver-se. Uma versão mais sóbria da etimologa é que Spitok provavelmente deriva do tibetano central e significa "eficaz como exemplo", referindo-se ao facto de Spituk ter sido o primeiro mosteiro tibetano no Ladaque.
O mosteiro foi fundado no século XI por Od-de, o irmão mais velho do Lha Lama Changchub Od, quando aquele foi para Maryul. Quando foi fundado, o mosteiro pertencia à seita Kadampa, mas no século XV durante o reinado do dharmaraja (marajá) Takspa Bum-lde (ou Gyalpo Bumlde), foi refundado pelo lama Lhawang Lodos da seita Gelug, fundada por Tsongkhapa no século anterior. Segundo outras fontes, o mosteiro propriamente dito só foi fundado no início do século XV e antes disso apenas existia no local um templo dedicado a Maacala, esse sim fundado no século XI.

## Descrição
A entrada do Dukhang (templo principal ou, mais fielmente em relação ao significado em tibetano: "sala da assembleia") encontra-se no cimo de uma escadaria íngreme do pátio principal, onde se realiza o festival. Nas pinturas das paredes interiores e exteriores da entrada do Dukhang estão representadas divindades protetoras com ar feroz. No interior há cinco filas de assentos baixos para os lamas e no fundo, ao centro, está um trono alto, reservado ao Dalai Lama, apesar deste só ter visitado Spituk uma vez. Atrás do trono há imagens de diversas manifestações de Buda. Nas paredes laterais são guardados textos canónicos budistas. Ao lado do trono, há portas que dão acesso a antigo santuário escuro e baixo. Ao centro deste santuário encontram-se estátuas de Tsongkhapa, dos seus dois principais discípulos e uma de Buda. À esquerda está uma estátua de Tara, a Sábia e consorte de Avalokitesvara. À direita há estátuas de antigos lamas superiores do mosteiro.
Do pátio principal tem-se acesso a outro pátio interior mais pequeno, onde se situa o templo Chikhang, outra sala de assembleia semelhante ao Dukhang. Foi construído cerca de 1960 e tem pinturas em todas as paredes. É dominado por uma estátua de Sakyamuni, o Buda histórico, por vezes apontada como a principal imagem do mosteiro. Junto a ela há uma pequena imagem sagrada de Amitayus, com cerca de um dedo de altura, oferecida por Tsongkhapa a Takspa Bum-lde. Ao lado direito desta há uma estátua de Avalokitesvara ou Maacala. Atrás da estátua de Buda há uma pequena sala dedicada a uma divindade guardiã que permanece coberta todo o ano exceto durante o festival de inverno.
Vários níveis abaixo do pátio do Dukhang encontra-se o templo mais novo do mosteiro, o Chokhang, onde são realizadas as cerimónias fúnebres. No centro do templo ergue-se uma grande estátua de Sakyamuni, que tem à sua esquerda uma estátua de Padmasambhava e à direita Tara. Nom templo há numerosas thangkas, algumas bastante recentes.
No mesmo pátio do Chokhang encontra-se o Dolma Lokhang, um pequeno templo dedicado a Tara (chamada Dolma in língua ladaque), que contém 21 estátuas dessa divindade, representando as suas diferentes formas, e uma estátua equestre de barro dourado de Shukdan, um rei do Ladaque. Junto ao templo situam-se os aposentos privados do lama superior.
O maior templo do complexo, o Gonkhang, situa-se acima dos restantes, junto a uma crista rochosa. Também é conhecido como Cali Mater, apesar de não ser dedicado a esta divindade, mas a Maacala, a mais feroz das divindades guardiãs budistas.
budistas. Junto à imagem principal do templo, que representa Maacala, há imagens de outras divindades guardiãs: "O de Seis Braços" (outra forma de Maacala), o "Guardião Branco", o "Irmão e Irmã", Khyitra no seu cão e "a Deusa" no seu cavalo. Esta última é derivada da deusa hindu Cali, que no panteão budista e menos importante. As estátuas de Maacala na sua forma com seis barços são de pedra negra e são muito antigas. O templo é muito escuro e só é possível ver bem as estátuas com uma lanterna muito potente.